# Monaster Mileševa
Monaster Mileševa, cyr. Манастир Милешева – prawosławny męski klasztor znajdujący się w odległości 6 km od Prijepolja. Siedziba eparchii mileszewskiej.
Monaster ufundował król serbski Stefan Władysław. W monasterze znalazły się relikwie św. Sawy, pierwszego zwierzchnika Serbskiego Kościoła Prawosławnego, dostarczone po sprowadzeniu jego ciała z Tyrnowa, gdzie zmarł w 1236. W 1459 klasztor został doszczętnie zniszczony przez Turków, jednak jego reputacja ośrodka kulturalnego sprawiła, że został szybko odbudowany. Turcy ponownie napadli monaster pod koniec XVI w., wynieśli z niego relikwie św. Sawy i publicznie spalili je w Belgradzie.
Klasztor składa się z kompleksu budynków mieszkalnych oraz z cerkwi Wniebowstąpienia Pańskiego. Pierwotnie był to obiekt trójdzielny, jednak zawalenie się ściany między przedsionkiem a nawą sprawiło, że tworzą ono jedno pomieszczenie.

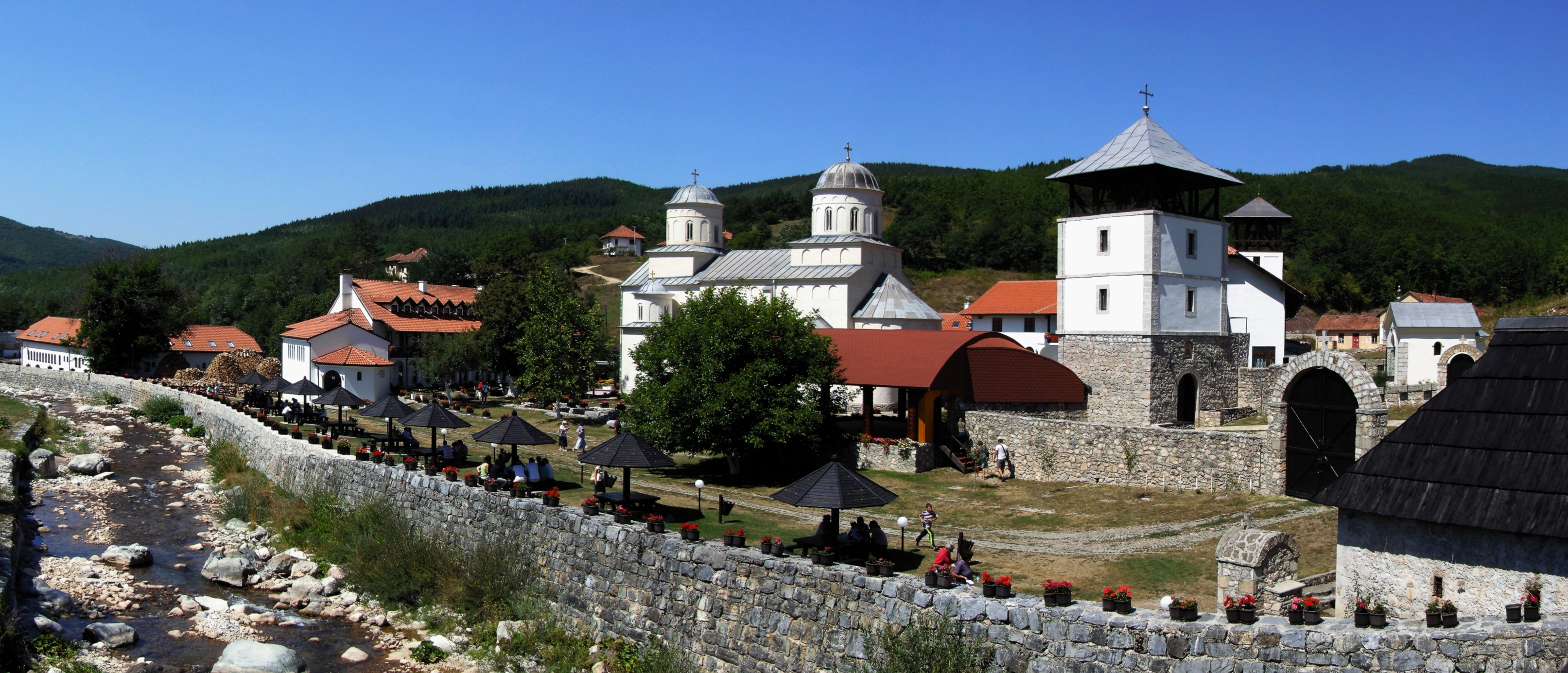
Widok ogólny monasteru

## Freski w głównej świątyni klasztornej
Freski w świątyni wykonali trzej serbscy twórcy – Djordje, Teodor i Dimitrije. Najprawdopodobniej były one już gotowe przed pogrzebem św. Sawy w monasterze, tj. w 1237. Dekoracja malarska klasztoru wykazuje szereg cech unikatowych, niespotykanych w innych serbskich zabytkach sakralnych. Postacie świętych i kompozycje nie zostały umieszczone na tradycyjnym błękitnym tle, lecz na tle żółtym podzielonym na nieregularne czworokąty, co miało upodabniać całość do mozaiki na tle złotym
W północnej części przedsionka umieścili oni wizerunki fundatora monasteru, jak również jego ojca Stefana Pierwszego Koronowanego i brata Stefana Radosława, zmierzających ku założycielowi dynastii Nemaniczów Stefanowi Nemanii oraz św. Sawie. Portret tego ostatniego nie ma cech przedstawienia ikonowego, lecz ukazuje arcybiskupa wiernie oddając jego rzeczywisty wygląd. Na ścianie południowej umieszczono natomiast postać Matki Bożej przedstawiającej Chrystusowi króla Władysława trzymającego w rękach model cerkwi monasterskiej sceny Zwiastowania i zdjęcia z krzyża. Obydwie sceny ilustrują syntezę władzy dynastii Nemaniczów oraz Kościoła prawosławnego w średniowiecznej Serbii, sakralny wymiar nadany władzy świeckiej.
W innych miejscach cerkwi znalazły się wyobrażenia wjazdu Chrystusa do Jerozolimy, pocałunku Judasza oraz Chrystusa na tronie. Część malowideł naśladuje kompozycje bizantyńskie, część przetwarza je w duchu stylu romańskiego.
Najsłynniejszym freskiem z klasztoru Mileševa jest Biały Anioł lub Anioł Zmartwychwstania – wyobrażenie anioła siedzącego przy pustym grobie Chrystusa.